# منع الإعلانات
يُعدّ حظر الإعلانات أو فلترة الإعلانات (بالإنجليزية: Ad blocking) بمثابة قدرة برمجية لإزالة أو تغيير الإعلانات عبر الإنترنت في متصفح الويب أو أحد التطبيقات. أكثر أدوات حظر الإعلانات شيوعًا هي إضافات المُتصفح، مع وجود طُرق أخرى متاحة أيضا.

## التقنيات والإجراءات المضادة
يوجد الإعلان عبر الإنترنت في مجموعة متنوعة من النماذج، بما في ذلك لافتات الويب، والصور، والرسوم المتحركة، والصوت والفيديو المدمجة، والنص، أو النوافذ المنبثقة، ويمكن استخدام التشغيل التلقائي للصوت والفيديو.تقدم جميع المتصفحات بعض الطرق لإزالة الإعلانات أو تغييرها: إما عن طريق استهداف التقنيات المستخدمة لتسليم الإعلانات (مثل المحتوى المضمن الذي يتم تسليمه من خلال المكونات الإضافية للمتصفح أو عبر إتش تي إم إل 5) أو استهداف يو آر إل التي هي مصدر الإعلانات أو استهداف خصائص السلوكيات للإعلانات (مثل استخدام التشغيل التلقائي لـ إتش تي إم إل 5 لكل من الصوت والفيديو).

## أسباب حظر الإعلانات
من وجهة نظر مستخدم الإنترنت، هناك عدة أسباب أساسية وراء رغبة المرء في استخدام حظر الإعلانات، بالإضافة إلى عدم التلاعب بها بواسطة العلامات التجارية:
- حماية خصوصيتهم
  - يقلل من عدد ملفات تعريف الارتباط HTTP
- حماية أنفسهم من الاعلانات السيئة
  - أي إجراءات تطفلية من الإعلانات، بما في ذلك على سبيل المثال لا الحصر: التنزيلات من مناطق القيادة، ومناطق نقرات التراكب غير المرئية (مثل ارتباط منتظم يفتح موقع ويب خارجي غير متوقع)، وفتح في علامة تبويب جديدة، والنوافذ المنبثقة وإعادة التوجيه التلقائي.[1][2]غالبًا ما تؤدي إلى مواقع احتيال (دعم فني و «فزت بجائزة»).
- حفظ عرض النطاق الترددي (وحسب المال،)
- تجربة أفضل للمستخدم
  - تغطي بعض الإعلانات النص مما يجعله غير مقروء جزئيًا، مما يجعل الموقع غير صالح للاستخدام
  - أقل تشوش صفحات
  - أسرع مرات تحميل الصفحة
  - الانحرافات أقل
- أسباب مريحة
  - الرسوم المتحركة في بعض الإعلانات تشتت الانتباه إلى حد جعل الموقع غير صالح للاستخدام
  - الحركة في بعض الإعلانات مثيرة للغثيان بالنسبة لبعض المستخدمين
- حفظ البطارية على الأجهزة المحمولة أو أجهزة الكمبيوتر المحمولة
- منع مواقع الويب غير المرغوب فيها من تحقيق إيرادات الإعلانات من زيارة المستخدم

من ناحية أخرى، يجادل الناشرون والهيئات التجارية التمثيلية الخاصة بهم أن إعلانات الويب توفر عائدًا لمالكي المواقع الإلكترونية، مما يمكّن مالكي المواقع الإلكترونية من إنشاء أو شراء محتوى لموقع الويب. يزعم الناشرون أن الاستخدام السائد لبرامج وأجهزة حظر الإعلانات يمكن أن يؤثر سلبًا على إيرادات مالك موقع الويب، وبالتالي يقلل من توفر المحتوى المجاني على مواقع الويب.

## الفوائد
بالنسبة للمستخدمين، تشمل فوائد برنامج حظر الإعلانات صفحات ويب ذات سرعة تحميل أعلى وأقل انحرافًا،، وفوائد الخصوصية

### تجربة المستخدم
قد يكون لبرنامج منع الإعلانات فوائد أخرى لجودة حياة المستخدمين، حيث يقلل من تعرض مستخدمي الإنترنت لصناعات الإعلان والتسويق، مما يشجع على شراء العديد من المنتجات والخدمات الاستهلاكية التي يحتمل أن تكون ضارة أو غير صحية وعلى خلق الرغبة في الشراء على الفور. يشاهد الشخص العادي أكثر من 5000 إعلان يوميًا، معظمها من مصادر عبر الإنترنت. يعد كل إعلان المشاهدين بأنه سيتم تحسين حياتهم من خلال شراء العنصر الذي يتم الترويج له (على سبيل المثال، الوجبات السريعة والمشروبات الغازية والحلوى والإلكترونيات الاستهلاكية باهظة الثمن) أو يشجع المستخدمين على الاقتراض أو مقامرة. بالإضافة إلى ذلك، إذا قام مستخدمو الإنترنت بشراء جميع هذه العناصر، فسيتم التخلص من العبوات والحاويات (في حالة الحلوى والصودا) مما يؤدي إلى تأثيرات بيئية سلبية للتخلص من النفايات. الإعلانات مصممة بعناية فائقة لاستهداف نقاط الضعف في علم النفس البشري؛ على هذا النحو، يمكن أن يكون تقليل التعرض للإعلانات مفيدًا لجودة حياة المستخدمين.
يمكن للإعلانات غير المرغوب فيها أيضًا أن تلحق الضرر بالمعلنين أنفسهم إذا أصبح المستخدمون منزعجين من الإعلانات. قد يبذل المستخدمون الغاضبون جهدًا واعًا لتجنب سلع وخدمات الشركات التي تستخدم إعلانات «منبثقة» مزعجة تحظر محتوى الويب الذي يحاول المستخدم مشاهدته. بالنسبة للمستخدمين غير المهتمين بإجراء عمليات الشراء، يمكن أن يؤدي حظر الإعلانات أيضًا إلى توفير الوقت. يفرض أي إعلان يظهر على أحد مواقع الويب على «ميزانية الاهتمام» الخاصة بالمستخدم، حيث إن كل إعلان يدخل في مجال رؤية المستخدم ويجب إما تجاهله أو إغلاقه، أو التعامل معه بطريقة أخرى. المستخدم الذي يركز بشدة على قراءة المحتوى الذي يبحثون عنه فقط، من المحتمل ألا يرغب في تحويله عن طريق الإعلانات التي تسعى لبيع السلع والخدمات غير الضرورية أو غير المرغوب فيها. في المقابل، فإن المستخدمين الذين يسعون بنشاط لشراء سلع، قد يقدرون الإعلانات، وخاصة الإعلانات المستهدفة.

## شعبية

عدد مرات تنشيط المستخدمين الذين يقومون بحظر الإعلانات شهريًا، وفقًا لتقديرات PageFair.

نما استخدام برامج حظر الإعلانات على الأجهزة المحمولة وسطح المكتب المصممة لإزالة الإعلانات التقليدية بنسبة 41% في جميع أنحاء العالم وبنسبة 48% في الولايات المتحدة بين الربع الثاني من عام 2014 والربع الثاني من عام 2015. اعتبارًا من الربع الثاني من عام 2015، كان 45 مليون أمريكي يستخدمون أدوات منع الإعلانات. في دراسة بحثية استقصائية نشرت في الربع الثاني من عام 2016، أبلغت MetaFacts عن 72 مليون أمريكي و 12.8 مليون من البالغين في المملكة المتحدة، و 13.2 مليون من البالغين في فرنسا يستخدمون أدوات منع الإعلانات على أجهزة الكمبيوتر أو الهواتف الذكية أو أجهزة الكمبيوتر اللوحي. في مارس 2016، أبلغ مكتب الإعلان على الإنترنت ‏ أن حظر الإعلانات في المملكة المتحدة بلغ بالفعل 22% بين الأشخاص الذين تزيد أعمارهم عن 18 عامًا.

## أساليب
تتمثل إحدى طرق التصفية في حظر (أو منع التشغيل التلقائي) للفلاش للرسوم المتحركة أو تحميل الصور أو ملفات الصوت والفيديو من مايكروسوفت ويندوز. يمكن القيام بذلك في معظم المتصفحات بسهولة كما يحسن الأمن والخصوصية. يتم تحسين هذه الطريقة التكنولوجية الخام بواسطة العديد من ملحقات المستعرض. يعالج كل مستعرض ويب هذه المهمة بشكل مختلف، ولكن بصفة عامة، يغير المرء الخيارات أو التفضيلات أو ملحقات التطبيق لتصفية أنواع وسائط محددة. عادة ما تكون هناك حاجة إلى وظيفة إضافية إضافية للتمييز بين الإعلانات وغير الإعلانات باستخدام نفس التكنولوجيا، أو بين الإعلانات أو السلوكيات المطلوبة أو غير المرغوب فيها.
يسمح برنامج حظر الإعلانات الأكثر تقدمًا بالتحكم الدقيق في الإعلانات من خلال ميزات مثل قوائم سوداء وقوائم بيضاء ومرشحات تعبير عادية. يكون لبعض ميزات الأمان تأثير تعطيل بعض الإعلانات. يمكن لبعض برامج مكافحة الفيروسات أن تكون بمثابة مانع للإعلانات. التصفية بواسطة الوسطاء مثل مزودي خدمة الإنترنت أو الحكومات الوطنية أمر شائع بشكل متزايد.

### التكامل معالمتصفح
اعتبارًا من عام 2015، يحظر العديد من متصفحات الويب الإعلانات المنبثقة غير المرغوب فيها تلقائيًا. الإصدارات الحالية من كنكرر وإنترنت إكسبلورر تشمل أيضًا دعم فلترة المحتوى. يمكن إضافة تصفية المحتوى إلى فايرفوكس والمتصفحات المستندة إلى كروميوم وأوبرا وسفاري والمتصفحات الأخرى ذات الامتدادات مثل AdBlock وآدبلوك بلس ويوبلوك اوريجن، ويوفر عدد من المصادر قوائم عوامل تصفية محدّثة بانتظام. >يتم تضمين Adblock Plus (الذي توفره شركة البرمجيات الألمانية Eyeo GmbH) في متصفح ماكسثون (متصفح) المجاني من جمهورية الصين الشعبية افتراضيًا. هناك طريقة أخرى لتصفية الإعلانات وهي تستخدم قواعد أوراق الأنماط المتتالية (CSS) لإخفاء عناصر لغة ترميز النص الفائق ولغة ترميز النص الفائق القابلة للتمديد محددة.[بحاجة لمصدر]
في بداية عام 2018، أكدت Google أن برنامج حظر الإعلانات المضمّن لمتصفحات جوجل كروم / كروميوم سيبدأ بثه المباشر في 15 فبراير: حظر الإعلانات هذا بحظر الإعلانات المحددة فقط كما هو محدد في Better Ads Standard (تم تعريفه من قِبل الائتلاف من أجل Better Ads®، والذي تكون فيه Google نفسها عضوًا في مجلس الإدارة). يتم التشكيك في آلية حظر الإعلانات المدمجة هذه لأنها قد تفيد إعلانات Google نفسها بشكل غير عادل.